# Kouakou Hervé Koffi
Kouakou Hervé Koffi (Bobo-Dioulasso, 16 de outubro de 1996) é um futebolista burquinabé que atua como goleiro. Atualmente joga no Angers, emprestado pelo Lens.

## Carreira
Kouakou Hervé Koffi representou o elenco da Seleção Burquinense de Futebol no Campeonato Africano das Nações de 2017.